# TravelPartner
TravelPartner (Scanworld Travelpartner AB) är en svensk Internetresebyrå grundad 1997. Bolaget är numera ett dotterbolag till European Travel Interactive AB. 
Bolagets produkter består bland annat av flygbiljetter, hotell, charterresor och aktiviteter.

## Historik
Företaget grundades av Leif Lundin och Magnus Lundin och har sitt ursprung ur Scanworld AB. Mellan åren 1997 fram till 2003 sålde bolaget främst flygbiljetter, hotell och charterresor genom samarbeten med olika företag.
Marknader som startade i mars 2007 är Österrike, Belgien, Schweiz, Tjeckien, Tyskland, Estland, Spanien, Frankrike, Ungern, Italien, Lettland, Litauen, Nederländerna, Polen, Storbritannien och Portugal.
Bolaget listades på OMX handelsplats First North i juli 2006 och var listade till och med oktober 2010 när det köptes upp av European Travel Interactive AB.